# 主播天下
《主播天下》是亞洲電視的時事節目，由亞洲電視新聞及公共事務部製作，每晚由新聞主播以輕鬆手法討論當日大事。此節目於2008年3月3日啟播。以上節目於2009年4月1日起成為高清製作的節目，在2009年10月5日隨《新聞830》播出，恢復以標清製作。於2009年11月23日改於晚上11:20以獨立節目形式播出。
鑑於原本專為此而設的主播均已離職，節目已失去製作意義，故於2010年12月31日播出最後一集（721集），並由全新新聞節目《ATV焦點》繼承其功能。

## 節目手法
節目透過當日所發生的新聞，使用較為軟性手法報導。不過有關安排引起評論人認為會影響受眾對新聞的判斷和取態。
2010年1月，節目加入音樂元素，曾邀請「歌神」張學友以廣東話接受訪問，被記者問到是否破天荒安排。亞視項目推廣及公關副總裁葉家寶表示是新聞部決定，認為有新聞價值而播放。

## 歷史
《主播天下》起初由黃珊、胡燕泳擔任節目主持，並由黃雅宇、陳興昌出任客席主持。嚴劍豪於2009年2月2日成為節目主持。胡燕泳及嚴劍豪分別於2010年3月及2010年4月因離職而退出主持，洪綺敏於2010年3月15日擔當節目主持填補空缺，其衣着更被網民截圖上載到網絡流傳。黃珊於2010年9月14日因離職而退出主持，2010年9月24日李彤首次擔當節目主持填補空缺。
《主播天下》初期於22:00播放30分鐘並由3位主播主持，後改於22:58播放10分鐘並改由2位主播主持。由於2008年發生四川大地震，由5月13日至5月30日將節目的播放時間延長至45分鐘（22:30-23:15），並以《主播天下——齊心抗天災》為節目名稱，更深入報導四川大地震災情。為配合《夜間新聞》改革，2009年2月2日起，《主播天下》逢星期一至星期五23:05於本港台及新聞財經頻道播出。為配合亞洲電視數碼頻道重組，新聞財經頻道停播，因而《主播天下》將停止於新聞財經頻道播出。隨全新的亞洲高清台啟播，《主播天下》緊接23:30的亞洲高清台《夜間新聞》，於23:55播出，並成為高清製作的節目。由2009年10月5日起，改於《新聞830》時段內播放，時間約為21:15，並改為以高清製作。由2009年11月23日起，配合《新聞830》停播，《主播天下》回復到一個獨立的節目，於晚上23:20播放，節目長度約為3-5分鐘。2010年2月26日起，《主播天下》於本港台、亞洲高清台均獲廣州國際輕紡城冠名贊助，稱為《廣州國際輕紡城特約：主播天下》。
《主播天下》在2010年12月31日播出最後一集，集數多達721集，破了亞視紀錄。2011年1月3日，亞視開辦全新節目《廣州國際輕紡城特約：ATV焦點》，時間為22:30-22:45，繼承《主播天下》的功能。

## 資料來源
1. ↑  胡燕泳. . 明報. 2012-11-18  [2020-01-18]. （原始内容存档于2020-07-10）.
2. ↑  Mike Chow. . 2008-05-08  [2020-01-18]. （原始内容存档于2008-06-07）.
3. ↑  . 東方日報. 2010-01-29  [2020-01-18]. （原始内容存档于2010-06-10）.
4. ↑  . 東周刊. 2011-02-02  [2020-01-18]. （原始内容存档于2020-07-17）.
5. ↑  . 蘋果日報. 2010-11-09  [2020-01-18]. （原始内容存档于2019-12-21）.

## 外部連結
- 《主播天下》2008年版網頁
- 《主播天下》2010年版網頁